# Jadotia adlbaueri
Jadotia adlbaueri là một loài bọ cánh cứng trong họ Cerambycidae.